# Робертс, Джон (историк)
Джон Моррис Робертс (англ. John Morris Roberts; 14 апреля 1928 — 30 мая 2003), часто известный как Дж.М. Робертс — британский историк. С 1979 по 1985 год он был вице-канцлером Саутгемптонского университета, а с 1985 по 1994 год — ректором Мертон-колледжа в Оксфорде. 

## Биография
Робертс родился в Бате, в семье работника универмага и получил образование в Тонтонской школе. Он выиграл стипендию в колледже Кебл в Оксфорде и получил первую степень по современной истории в 1948. После прохождения национальной службы он был избран научным сотрудником Колледжа Магдалины в Оксфорде, где защитил докторскую диссертацию об Итальянской республике, созданной во времена Наполеона Бонапарта .
В 1953 году Робертс был избран научным сотрудником и преподавателем современной истории в Мертон-колледже Оксфорда и в том же году отправился в качестве стипендиата Фонда Содружества в Принстон и Йельский университет, где его интересы вышли за рамки европейской истории. В 1960-х годах он трижды возвращался в Америку в качестве приглашенного профессора. В 1964 году Робертс читал лекции Британскому совету в Индии, а с 1966 по 1977 год Робертс работал соредактором журнала English Historical Review.
С 1979 по 1985 год Робертс был вице-канцлером Саутгемптонского университета, где он чувствовал себя обязанным сделать непопулярные сокращения (антиковедение и теология). Робертс мог быть устрашающей фигурой, даже «ужасающей», но коллеги описывали его как «хорошего человека, очень хорошего человека, несмотря на все это».
Робертс без колебаний брался за амбициозные темы и в 1976 году опубликовал «Историю мира» (The History of the World), которая в последующие годы регулярно обновлялась и издается до сих пор. Литературное приложение к «Таймс» описывало Робертса как «мастера широкого мазка», а в 1985 году Робертс написал и представил тринадцатисерийный телесериал BBC «Триумф Запада», сериал, который рисовал широкий холст, но избегал упрощенных решений, поощряя аудитория должна думать и делать собственные выводы. Позже он работал историческим консультантом в сериале BBC People's Century.

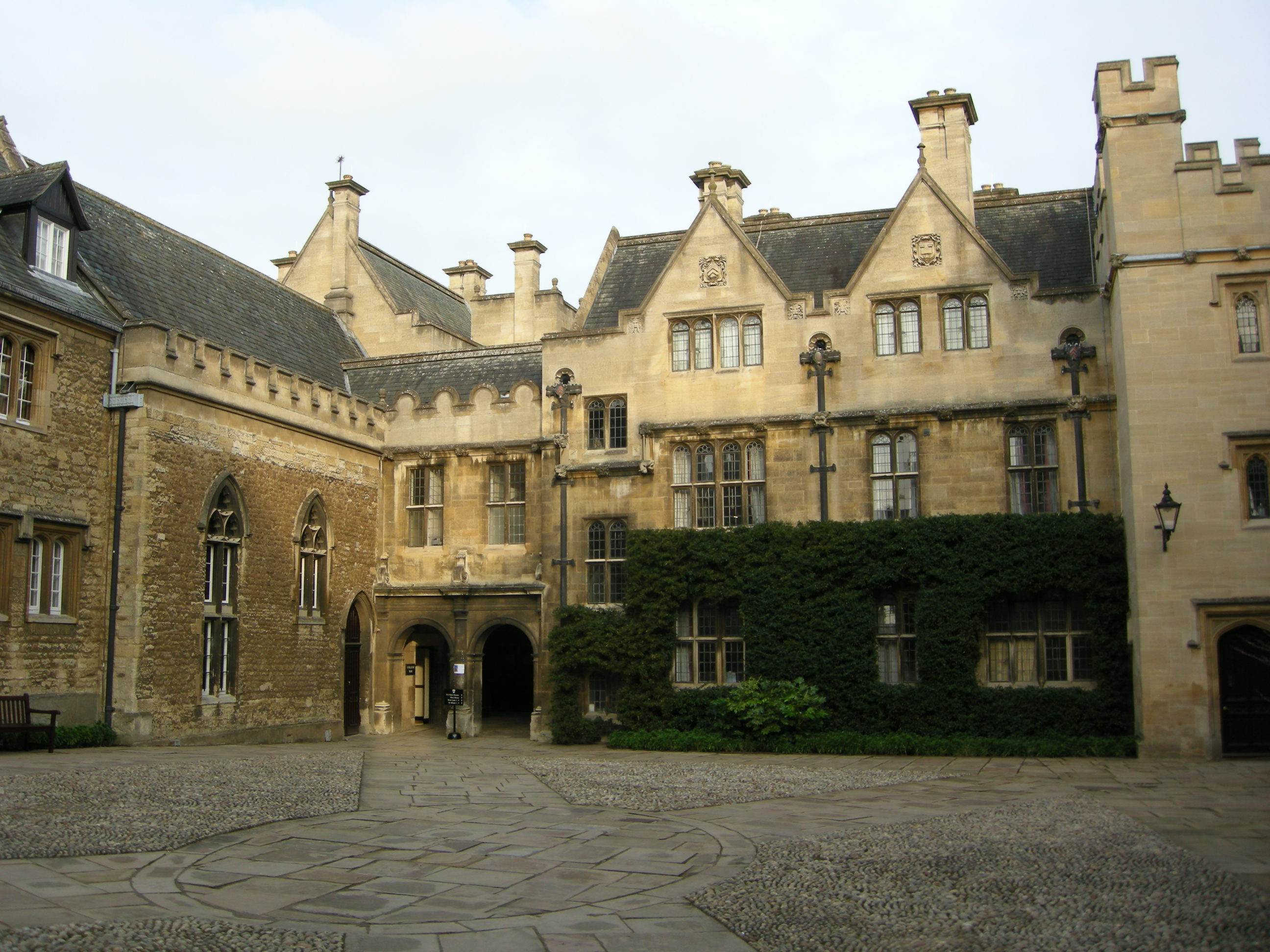
Мертонский колледж

С 1985 по 1994 год Робертс был директором Мертон-колледжа в Оксфорде. В Мертоне он стал важной фигурой в расширении и развитии аспирантуры. Он также занимал другие должности: был управляющим BBC с 1988 по 1993 год и попечителем Rhodes House с 1988 по 94 год. В 1994 году он вышел на пенсию и вернулся в свой родной Сомерсет.
В 1996 году Робертс был награжден Орден Британской империи за «заслуги перед образованием и историей», а в 1991 году стал кавалером ордена «За заслуги перед Итальянской Республикой».
Робертс умер в 2003 году в Роудуотере, Сомерсет,  вскоре после завершения четвертого исправленного издания своей «Новой истории мира» .

## Наследие
Мемориальный фонд Джона Робертса был создан в его честь в Мертон-колледже в 2003 году с целью увеличения финансовой поддержки, доступной студентам и аспирантам. Колледж надеялся, что первым получателем будет выпускник исторического факультета.
Когда в 2008 году была переиздана книга Робертса «Мифология тайных обществ», на задней обложке содержалось следующее сообщение: «Мы живем в то время, когда теории заговора распространены и идея тайных планов мирового господства под прикрытием религиозных культов или тайные общества, возможно, рассматриваются более серьезно, чем когда-либо».

## Личная жизнь
10 сентября 1960 года в Милтон-Аббасе Робертс женился на Мариабелле Розалинде Гардинер. Брак был расторгнут в 1964 году. 29 августа 1964 года в Оксфорде Робертс женился на Джудит Сесилии Мэри Армитидж, школьной учительнице, и у них родились сын и две дочери.

## Избранные произведения
- Europe: 1880–1945 (London: Longmans, 1967. 2nd corrected and revised edition, 1970. 3rd edition, 2000 ISBN 978-0-582-35745-7)
- The Mythology of the Secret Societies (1972; reprint edition, Watkins, 2008 ISBN 978-1-905857-44-9)
- History of the World (New York: Knopf, 1976). ISBN 978-0-394-49675-7
- Revolution and Improvement: The Western World, 1775–1847 (London: Weidenfeld and Nicolson, 1976). ISBN 978-0-297-77048-0
- The French Revolution (Oxford: Oxford University Press, 1978). ISBN 978-0-19-289069-6
- An Illustrated World History (Harmondsworth: Penguin, 1980. 8 volumes)
- The Age of Upheaval: The World since 1914 (Harmondsworth: Penguin, 1981). ISBN 978-0-14-064008-3
- The Triumph of the West: The Origin, Rise, and Legacy of Western Civilization (London: British Broadcasting Corporation, 1985). ISBN 978-0-563-20070-3
- A Short History of the World (1993). ISBN 978-0-19-511504-8
- A History of Europe (New York: 1996). ISBN 978-0-7139-9204-5
- The Age of Diverging Traditions (London: Time-Life, 1998). ISBN 978-0-7054-3660-1
- The Age of Revolution (London: Time-Life, 1998). ISBN 978-0-7054-3690-8
- Eastern Asia and Classical Greece (London: Time-Life, 1998). ISBN 978-0-7054-3640-3
- The Penguin History of the Twentieth Century (1999). ISBN 978-0-14-027631-2
- Twentieth Century: A History of the World From 1901 to the Present (London: Allen Lane, 1999). ISBN 978-0-7139-9257-1
- The New History of the World (6th Edition, 2013 ISBN 978-0-19-521927-2)